# TNA Genesis 2013
Genesis (2013) — — это профессиональное реслинг PPV-шоу, проводимое федерацией TNA, прошедшее 13 января 2013 года на арене Impact Wrestling Zone во Флориде. Это было 8-е PPV в линейке Genesis, и первое из 4-х PPV TNA в 2013 году.

## Результаты
| 1                                | Чаво Герреро и Эрнандес (с) победили Мэтта Моргана и Джоуи Райана    | Командный матч за пояса Мировых командных Чемпионов TNA                                                                      | 11:30 |
| 2                                | Мистер Андерсон победил Самоа Джо                                    | Одиночный матч | 10:45 |
| 3                                | Кристиан Йорк победил Кенни Кинга                                    | Одиночный матч; Финал турнира за право быть первым претендентом на пояс Чемпиона Х-Дивизиона TNA                             | 10:10 |
| 4                                | Роб Ван Дам (с) победил Кристиана Йорка                              | Одиночный матч за пояс Чемпиона Х-Дивизиона TNA                                                                              | 5:30  |
| 5                                | Дивон победил Джозефа Парка                                          | Одиночный матч | 11:17 |
| 6                                | Велвет Скай победила ОуДиБи, Мисс Тессмакер, Микки Джеймс и Гейл Ким | Гоунтлент матч за право быть первой претенденткой на пояс Чемпионки Нокаутш TNA                                              | 11:55 |
| 7                                | Кристофер Дэниэлс победил Джеймса Шторма                             | Одиночный матч, победитель получает матч за пояс Чемпиона Мира в тяжёлом весе TNA на выпуске Impact Wrestling 24 января 2013 | 13:25 |
| 8                                | Стинг победил Д. О. К.а                                              | Одиночный матч | 5:53  |
| 9                                | Джефф Харди (с) победил Бобби Руда и Остина Эйриса                   | Матч «Тройная угроза» за пояс Чемпиона Мира в тяжёлом весе TNA; удержанный/сдавшийся выбывает из матча                       | 20:32 |
| (с) — Чемпион на момент поединка |                                                                      | |       |